# Unterseeboot 44 (1939)
Pour les articles homonymes, voir Unterseeboot 44.
Le Unterseeboot 44 (ou U-44) est un sous-marin (U-Boot) allemand de type IX construit pour la Kriegsmarine pendant la Seconde Guerre mondiale.
Il est commandé dans le cadre du plan Z le 21 novembre 1936 en violation du traité de Versailles qui proscrit la construction de ce type de navire par l'Allemagne.

## Présentation
Mis en service le 4 novembre 1939, l'équipage de lUnterseeboot 44 reçoit sa formation de base dans la Unterseebootsflottille Handius à Wilhelmshaven en Allemagne jusqu'au 31 décembre 1939. À la dissolution de celle-ci, il rejoint dès le début de l'année suivante la formation de combat 2. Unterseebootsflottille, toujours à Wilhelmshaven.
Il réalise sa première patrouille de guerre quittant le port de Wilhelmshaven le 6 janvier 1940 sous les ordres du Kapitänleutnant Ludwig Mathes. Après trente-cinq jours en mer et huit navires marchands coulés pour un total de 30 885 tonneaux, l'U-44 rejoint Wilhelmshaven le 9 février 1940.
L'U-44 quitte Wilhelmshaven le 13 mars 1940 pour sa deuxième patrouille et est coulé le jour même dans la mer du Nord au nord de Terschelling aux Pays-Bas à la position géographique de 54° 14′ N, 5° 07′ E en heurtant une mine dans le champ de mines no 7 mouillé par les destroyers britanniques HMS Express, HMS Esk, HMS Icarus et HMS Impulsive. Les 47 membres d'équipage meurent dans ce naufrage.

## Affectations successives
- Unterseebootsflottille Handius du 4 novembre 1939 au 31 décembre 1939
- 2. Unterseebootsflottille du 1er janvier 1940 au 13 mars 1940 (service actif)

## Commandement
- Kapitänleutnant, puis Korvettenkapitän Ludwig Mathes du 4 novembre 1939 au 13 mars 1940

## Patrouilles
|       | Commandant            | Départ         | Départ        | Arrivée        | Arrivée       | Jours    | Succès   |
| ----- | --------------------- | -------------- | ------------- | -------------- | ------------- | -------- | -------- |
| 1     | Kptlt. Ludwig Mathes  | 6 janvier 1940 | Wilhelmshaven | 9 février 1940 | Wilhelmshaven | 35 jours | 30 885   |
| 2     | KrvKpt. Ludwig Mathes | 13 mars 1940   | Wilhelmshaven | 13 mars 1940   | Coulé         | 1 jour   |          |
| Total | Total                 | Total          | Total         | Total          | Total         | 36 jours | 30 885 t |

Note : Kptlt. = Kapitänleutnant - KrvKpt. = Korvettenkapitän

## Navires coulés
L'Unterseeboot 44 a coulé 8 navires marchands pour un total de 30 885 tonneaux au cours des 2 patrouilles qu'il effectua.
| Navires coulés par le U-44 |                              |          |         |
| Date                       | Navire                       | pavillon | Tonnage |
| 15 janvier 1940            | M.V. Arendskerk              | Pays-Bas | 7 906 t |
| 15 janvier 1940            | S.S. Fagerheim               | Norvège  | 1 590 t |
| 16 janvier 1940            | S.S. Panachandros            | Grèce    | 4 661 t |
| 18 janvier 1940            | M.V. Canadian Reefer         | Danemark | 1 831 t |
| 20 janvier 1940            | S.S. Ekatontarchos Dracoulis | Grèce    | 5 329 t |
| 24 janvier 1940            | S.S. Alsacien                | France   | 3 819 t |
| 25 janvier 1940            | S.S. Tourny                  | France   | 2 769 t |
| 28 janvier 1940            | S.S. Flora Nomikos           | Grèce    | 2 980 t |

## Référence
1. ↑  (en) « Ships hit by U-44 - U-boat Successes - German U-boats - uboat.net », sur uboat.net (consulté le 10 mai 2021).

### Source
- (de) Cet article est partiellement ou en totalité issu de l’article de Wikipédia en allemand intitulé « U 44 (Kriegsmarine) » (voir la liste des auteurs).